# Eva Šťastná
Eva Šťastná Žáková (* 22. července 1944 Praha) je česká šperkařka, sochařka, restaurátorka a pedagožka.

## Život
V letech 1958–1962 absolvovala Střední odbornou školu výtvarnou a poté do roku 1970 studovala na Vysoké škole uměleckoprůmyslové v Praze v ateliéru pro umělecké zpracování kovů doc. Jana Nušla. V roce 1967 byla na studijním pobytu na Hochschule für Formgestaltung v Halle-Giebichensteinu v NDR. Ještě před dokončením studia vystavovala samostatně roku 1968 v Londýně a v Berlíně. Zúčastnila se několika domácích i zahraničních šperkařských sympozií a úspěšná byla též v mezinárodních uměleckých soutěžích. Její šperky byly vystaveny v řadě evropských měst, v Japonsku a USA. Autorské náušnice Evy Šťastné si na výstavě ve Francii koupila žena francouzského prezidenta. Je provdaná za sochaře Ivana Žáka a sama předsedá Asociaci sochařů v oboru kov. Vyučuje na soukromé umělecké škole ve Zbraslavi.
Na mezinárodní výstavě bižuterie Jablonec ´71 získala stříbrnou medaili.

## Dílo
Eva Šťastná se ve své tvorbě nenechá ovlivnit klasickými požadavky šperkařského řemesla a vždy vychází ze své výtvarné představy. Vytváří nekonvenční plastiky, emaily a šperky, ve kterých s oblibou uplatní kameny nezvyklých tvarů a barev. Často využívá překvapivá řešení – její šperky mají pohyblivé součásti nebo jsou na způsob talismanů a amuletů otevíratelné, s vnitřními schránkami, skrývajícími poetická sdělení. Pro autorku jsou typické náhrdelníky se smaltovanými destičkami spojované stříbrnými nebo měděnými drátky.

### Zastoupení ve sbírkách
- Uměleckoprůmyslové muzeum v Praze
- Moravská galerie v Brně[6]
- Národní muzeum
- Muzeum skla a bižuterie, Jablonec nad Nisou[7]
- Galerie CIDAE, Barcelona

### Výstavy (výběr)

#### Autorské
- 1984 Eva Šťastná: Šperky a emaily, Galerie Karolina, Praha
- 1992 Eva Žáková-Šťastná: Reliéfy, šperky; Ivan Žák: Sochy, Ústřední kulturní dům železničářů (ÚKDŽ), Praha

#### Kolektivní
- 1969 Minisalon, Galerie d, Praha
- 1971 Stříbrný šperk 1971, výstava vysledků II. symposium Jablonec nad Nisou
- 1973 Bijuterii moderne din R.S. Cehoslovacă, Sala Ateneului Român, Bukurešť
- 1978 Soudobý československý šperk, Muzeum skla a bižuterie v Jablonci nad Nisou
- 1979 Současné užité umění, Severočeská galerie výtvarného umění v Litoměřicích
- 1979 Užité umění mladých '79, Mánes, Praha
- 1982 Arte Aplicado Checoslovaco (Miniaturas de Vidrio, Ceramica, Textil y Joyas), Museo de Artes Decorativas, Havana
- 1983 Arte Aplicado Checoslovaco (Miniaturas de Vidrio, Ceramica, Textil y Joyas), Museo de ambiente histórico cubano, Santiago de Cuba
- 1983 Súčasný československý umelecký šperk, Galéria Miloša Alexandra Bazovského v Trenčíne
- 1983 Český šperk 1963–1983, Středočeské muzeum, Roztoky
- 1985 Sto let českého užitého umění: České užité umění 1885–1985 ze sbírek Uměleckoprůmyslového muzea v Praze k stému výročí založení muzea, Uměleckoprůmyslové museum, Praha
- 1985 Současný československý email, Atrium na Žižkově, Praha
- 1988 Salón pražských výtvarných umělců '88, Park kultury a oddechu Julia Fučíka, Praha
- 1990 Výstava výsledků stipendií za rok 1989 – malíři, sochaři, grafici, Lidový dům, Praha
- 1990 Kov a šperk: Oborová výstava, Galerie Václava Špály, Praha
- 1993 Kov – šperk 1993, Dům umění města Brna
- 1993 Výstava současného českého sochařství, Mánes, Praha
- 1994 Individuální šperk, komorní plastika, Muzeum skla a bižuterie v Jablonci nad Nisou
- 1996 Současný český šperk, Muzeum skla a bižuterie v Jablonci nad Nisou
- 1997 2. mezinárodní trienále smaltu, Zámek Frýdek-Místek
- 2007 Zbraslavský salon 2007, Galerie Zbraslav
- 2009 Zbraslavský salon 2009, Galerie Zbraslav
- 2017 Zbraslavský salon 2017, Galerie Zbraslav

### Katalog
- Eva Šťastná: Šperky a emaily, Dílo – podnik Českého fondu výtvarných umění, Praha 1984

### Souborné publikace
- Alena Křížová, Proměny českého šperku na konci 20. století, Academia, Praha 1992, ISBN 80-200-0920-5
- Bohumil Paclík, Oldřiška Tylová, Eva Vondrášková, Ivan Žák: Václav Hraba – volná a užitá grafika; František Jelínek – knižní vazby; Eva Šťastná – šperk, plastika, art protis, výstavní sál Základní školy, Husinec 1986
- Věra Vokáčová, Český šperk: 1963–1983, Středočeaské muzeum Roztoky 1983
- Věra Vokáčová, Současný šperk, Odeon, Praha 1979
- Alena Adlerová, Současné užité umění: sklo, keramika, tapiserie, šperk (autorská individuální tvorba), Severočeská galerie výtvarného umění v Litoměřicích 1979
- Schmuck 73 – Tendenzen, Schmuckmuseum Pforzheim 1973
- Věra Vokáčová, Prooemium: přehlídka mladých výtvarníků: užité umění – sklo – keramika – textil – šperk, Český Krumlov 1972
- Věra Vokáčová, Stříbrný šperk 1971: II. symposium Jablonec n. N., 1971